# Erich Raffl
Erich Raffl es un deportista austríaco que compitió en luge en las modalidades individual y doble. Ganó dos medallas en el Campeonato Mundial de Luge de 1957, y tres medallas en el Campeonato Europeo de Luge, en los años 1953 y 1956.

## Palmarés internacional
| Campeonato Mundial | Campeonato Mundial         | Campeonato Mundial | Campeonato Mundial |
| Año                | Lugar                      | Medalla            | Prueba             |
| ------------------ | -------------------------- | ------------------ | ------------------ |
| 1957               | Davos (Suiza)              | Medalla de bronce  | Individual         |
| 1957               | Davos (Suiza)              | Medalla de bronce  | Doble              |
| Campeonato Europeo |                            |                    |                    |
| Año                | Lugar                      | Medalla            | Prueba             |
| 1953               | Cortina d'Ampezzo (Italia) | Medalla de bronce  | Doble              |
| 1956               | Imst (Austria)             | Medalla de plata   | Doble              |
| 1956               | Imst (Austria)             | Medalla de bronce  | Individual         |